# Jochen Grywatsch
Jochen Grywatsch (* 10. November 1957 in Lilienthal bei Bremen) ist ein deutscher Germanist und Herausgeber. Er war Leiter der Droste-Forschungsstelle der Literaturkommission für Westfalen des Landschaftsverbandes Westfalen-Lippe.

## Leben und Wirken
Jochen Grywatsch studierte Germanistik, Anglistik, Amerikanistik und Romanistik (Lusitanistik) an der Universität Münster und Editionswissenschaft an der Universität Osnabrück und schloss mit dem Magister Artium ab. 1994 wurde er in Osnabrück mit einer Arbeit über Annette von Droste-Hülshoff zum Dr. phil. promoviert.
Von 1999 bis 2021 war Grywatsch wissenschaftlicher Referent bei der Literaturkommission für Westfalen beim Landschaftsverband Westfalen-Lippe und wissenschaftlicher Leiter der Droste-Forschungsstelle. Er war zudem wissenschaftlicher Koordinator des 2001 gegründeten Westfälischen Literaturarchivs, das die Literaturkommission für Westfalen zusammen mit dem LWL-Archivamt für Westfalen betreibt.
Grywatsch ist Vorsitzender des Droste-Forums und Zweiter Vorsitzender der Annette von Droste-Gesellschaft, als deren Geschäftsführer er seit 2007 tätig war, sowie Vorstandsmitglied der Gallitzin-Stiftung.
Seine Arbeitsschwerpunkte sind die Droste-Forschung und die Literatur in Westfalen. Er gab mehrere Werke zu Annette von Droste-Hülshoff und anderen Autoren heraus, bearbeitete Bände der Historisch-kritischen Droste-Ausgabe, initiierte verschiedene Ausstellungen und baute das Droste-Portal auf, ein umfassendes Webangebot zu Annette von Droste-Hülshoff. Er ist Mitherausgeber des Droste-Jahrbuchs und des Droste-Handbuchs 2018.

## Schriften
- Annette von Droste-Hülshoff: Briefe 1839–1842. Dissertation. Universität Osnabrück 1994. Gedruckte Ausgabe: Winfried Woesler (Hrsg.): Annette von Droste-Hülshoff: Historisch-kritische Ausgabe. Werke, Briefwechsel. Band 9. Niemeyer, Tübingen 1997, ISBN 978-3-484-10760-1.
- mit Walter Gödden: Annette von Droste-Hülshoff unterwegs. Auf den Spuren der Dichterin durch Westfalen. Fotografien von Karl Heinz Baltzer. Ardey, Münster 1996, ISBN 978-3-87023-076-0.
- mit Walter Gödden: Annette von Droste-Hülshoff am Bodensee. Ein Reiseführer zu den Droste-Stätten in Meersburg und Umgebung. Fotografien von Karl Heinz Baltzer. Turm, Meersburg 1998, ISBN 978-3-929874-02-0.
- Wortgefüge, Sinngebung, Formschaffen. Die verborgene Literatur des Werner Warsinsky. Aisthesis, Bielefeld 2012, ISBN 978-3-89528-901-9.
- mit Walter Gödden, Thomas Strauch et al.: Seltsame Tiere. Das literarische und künstlerische Werk des Jürgen Schimanek. Aisthesis, Bielefeld 2017, ISBN 978-3-8498-1228-7.

Herausgeberschaft
- mit Walter Gödden: „Wenn man aufhören könnte zu lügen …“ Der Schriftsteller Paul Schallück (1922–1976). Aisthesis, Bielefeld 2002, ISBN 978-3-89528-370-3.
- mit Ortrun Niethammer: Eine literarische Gesellschaft im 20. Jahrhundert. 75 Jahre Annette von Droste-Gesellschaft (1928–2003). Aisthesis, Bielefeld 2003, ISBN 978-3-89528-442-7.
- Droste-Bibliographie. 1981–2003. Aisthesis, Bielefeld 2005, ISBN 978-3-89528-511-0.
- Ernst Meister: „Unterm schwarzen Schafspelz.“ Jazz und Lyrik (= Live auf dem Kulturgut. Band 5). Aisthesis, Bielefeld 2007, ISBN 978-3-89528-651-3.
- Aribert von Ostrowski, Droste (second sight). Ausstellungskatalog. Aisthesis, Bielefeld 2007, ISBN 978-3-89528-608-7.
- „… ewig in diesem Himmel die Hölle leiden.“ Anton Mathias Sprickmann – Heinrich Christian Boie: Briefwechsel 1775–1782. Aisthesis, Bielefeld 2008, ISBN 978-3-89528-691-9.
- Raum. Ort. Topographien der Annette von Droste-Hülshoff (= Droste-Jahrbuch. Band 7). Aufsatzsammlung. Wehrhahn, Hannover 2009, ISBN 978-3-86525-117-6.
- mit Walter Gödden: Levin Schücking: Lebenserinnerungen. Aisthesis, Bielefeld 2009, ISBN 978-3-89528-760-2.
- Annette von Droste-Hülshoff: Jews beech. Westphalian sketches from a Westphalian pen. Wehrhahn, Hannover 2010, ISBN 978-3-86525-145-9.
- mit Walter Gödden: Anton-Mathias-Sprickmann-Lesebuch. Aisthesis, Bielefeld 2011, ISBN 978-3-89528-844-9.
- Zimmer frei. Zehn museale Entwürfe für Annette von Droste-Hülshoff. Neue Wege der Literaturausstellung. Aisthesis, Bielefeld 2011, ISBN 978-3-89528-869-2.
- Annette von Droste-Hülshoff Lesebuch. Aisthesis, Bielefeld 2011, ISBN 978-3-89528-810-4. 2. Auflage 2018, ISBN 978-3-8498-1230-0.
- Werner Warsinsky: Kimmerische Fahrt. Roman. Aisthesis, Bielefeld 2013, ISBN 978-3-89528-987-3.
- mit Cornelia Blasberg: ZwischenZeiten. Zur Poetik der Zeitlichkeit in der Literatur der Annette von Droste-Hülshoff und der „Biedermeier“-Epoche (= Droste-Jahrbuch. Band 9). Tagungsband. Wehrhahn, Hannover 2013, ISBN 978-3-86525-322-4.
- mit Eva Poensgen: Der Annette-von-Droste-Hülshoff-Preis 1953–2015. Eine Dokumentation. Aisthesis, Bielefeld 2016, ISBN 978-3-8498-1191-4.
- mit Jens Kloster u. a.: Sehnsucht in die Ferne. Reisen und Landschaften der Annette von Droste-Hülshoff. Ausstellungskatalog. Aisthesis, Bielefeld 2017, ISBN 978-3-8498-1243-0.
- mit Walter Gödden: Miriam Berger, Xaver Römer Geschwehle, Droste Wavelet. Sprechduette. Aisthesis, Bielefeld 2018, ISBN 978-3-8498-1283-6.
- mit Cornelia Blasberg: Annette von Droste-Hülshoff Handbuch. de Gruyter, Berlin 2018, ISBN 978-3-11-035194-1.
- mit Rita Morrien, Martina Fleßner, Christoph Otto Hetzel:	Mit Droste im Glashaus. Scherbensammlung. 21 Künstlerinnen und Künstler werfen Blicke. Daedalus, Münster 2019,  ISBN 978-3-89126-232-0.